# Nationale Orde van de Leeuw

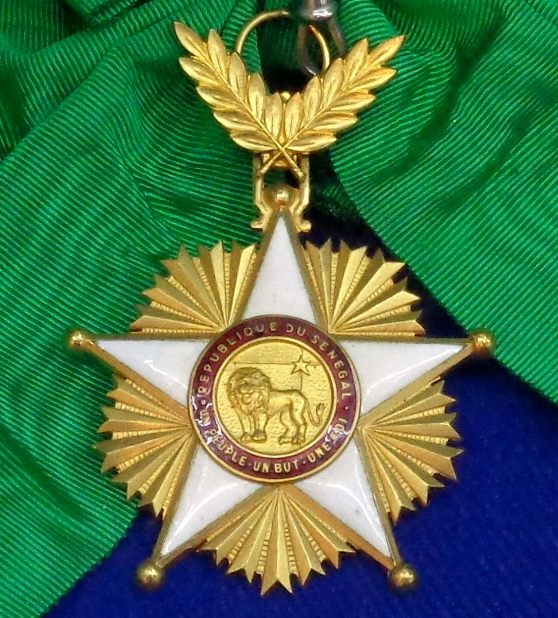
Grootkruis

De Nationale Orde van de Leeuw (Frans: "Ordre du Lion", Engels: "Order of the Lion"), is een Senegalese ridderorde. De orde werd in 1960 ingesteld. De president van Senegal is de Grootmeester van deze orde.
De graden
- Grootkruis
- Grootofficier
- Commandeur
- Officier
- Ridder

Het kleinood is een wit geëmailleerde ster met vijf punten. In het centrale gouden medaillon is een leeuw afgebeeld. Men heeft voor een tekening van een mannelijke leeuw gekozen, niet voor een heraldische leeuw. Tussen de armen zijn gouden stralen geplaatst. Als verhoging is een paar gekruiste palmtakken geplaatst. De ring rond het medaillon is rood.
Het motto van deze orde "Un peuple, un but, une foi" staat in gouden letters op de rode ring rond het medaillon.
De ronde ster of plaque is van goud of van zilver. Daarop is een kleinood zonder verhoging gelegd.
Het lint is heldergroen.
| Batons van de Nationale Orde van de Leeuw | Batons van de Nationale Orde van de Leeuw | Batons van de Nationale Orde van de Leeuw | Batons van de Nationale Orde van de Leeuw | Batons van de Nationale Orde van de Leeuw |
| ----------------------------------------- | ----------------------------------------- | ----------------------------------------- | ----------------------------------------- | ----------------------------------------- |
| Ridder                                    | Officier                                  | Commandeur                                | Grootofficier                             | Grootkruis                                |

## Gedecoreerde
- Mohammed VI van Marokko, (Grootkruis)